# Рединг, Брендон
Брендон Рединг (англ. Brendon Reading; род. 26 января 1989, Канберра) — австралийский легкоатлет, специалист по спортивной ходьбе. Выступал на профессиональном уровне в 2005—2020 годах, победитель и призёр первенств национального значения, участник летних Олимпийских игр в Рио-де-Жанейро.

## Биография
Брендон Рединг родился 26 января 1989 года в Канберре, Австралия. Занимался лёгкой атлетикой в местном клубе North Canberra-Gungahlin Athletics Club.
Впервые заявил о себе в спортивной ходьбе в сезоне 2005 года, когда в дисциплине 10 000 метров выступил на юниорском австралийском первенстве в Брисбене.
В 2007 году в ходьбе на 10 км выиграл бронзовую медаль на чемпионате Австралии среди юниоров в Хобарте.
На Кубке мира по спортивной ходьбе 2008 года в Чебоксарах занял в юниорском зачёте 10 км 43-е место.
Будучи студентом, в 2011 году представлял Австралию на Всемирной Универсиаде в Шэньчжэне, в дисциплине 20 км с результатом 1:30:26 занял 15-е место.
В 2015 году на чемпионате Австралии по ходьбе на 50 км в Мельбурне пришёл к финишу четвёртым, установив при этом свой личный рекорд — 3:55:03.
В 2016 году в 20-километровой дисциплине занял 94-е место на командном чемпионате мира по спортивной ходьбе в Риме. Выполнив олимпийский квалификационный норматив (4:06:00), удостоился права защищать честь страны на летних Олимпийских играх в Рио-де-Жанейро — в программе 50 км показал время 4:13:02, расположившись в итоговом протоколе соревнований на 40-й строке.
В 2018 году среди прочего стартовал на командном чемпионате мира в Тайцане, показал в ходьбе на 20 км 63-й результат.
В 2019 году в дисциплине 50 км выиграл бронзовую медаль на чемпионате Океании в Мельбурне.
Завершил спортивную карьеру по окончании сезона 2020 года.